# خلل العصب الكعبري
خلل العصب الكعبري هو مشكلة مرتبطة بالعصب ناتجة عن إصابة تتكون من رض حاد للعصب الكعبري. لهذا الخلل (الضرر) عواقب حسية، لأنه يتداخل مع تعصيب العصب الكعبري لجلد الساعد الخلفي، ومفاصل أصابع اليد الثلاثة الجانبية، والسطح الظهري للجانب الجانبي من راحة اليد. لهذا التضرر أيضًا عواقب حركية، إذ إنه يتداخل مع تعصيب العصب الكعبري للعضلات المرتبطة بالتمدد في الكوع والرسغ والأصابع، وكذلك استطالة الساعد. قد يكون من الصعب تحديد موقع هذا النوع من الإصابات، ولكنه شائع نسبيًا، حيث يمكن أن تؤدي العديد من الحوادث العادية إلى الإصابة وما ينتج عنها من اعتلال العصب الأحادي. واحد من كل عشرة مرضى يعانون من خلل وظيفي في العصب الكعبري يفعل ذلك بسبب كسر عظم العضد.

## العلامات والأعراض
يمكن لأي شخص يعاني من خلل وظيفي في العصب الكعبري أن يعاني أيضًا من أي من الأعراض التالية:
- فقدان القدرة أو الانزعاج عند تمديد الكوع
- فقدان القدرة أو الشعور بعدم الراحة عند ثني اليد للخلف عند الرسغ
- خدر
- أحاسيس غير طبيعية بالقرب من الإبهام والسبابة والأصابع الوسطى
- ألم حاد أو حارق
- ضعف في الإمساك
- تدلي اليد، ويسمى أيضًا سقوط الرسغ

## السبب
هناك العديد من الأسباب التي تؤدي إلى تضرر العصب الكعبري.
يشير مصطلح شلل ليلة السبت إلى إصابة العصب الكعبري في الأخدود الحلزوني لعظم العضد أثناء النوم في وضع من شأنه أن يسبب عدم الراحة في الظروف العادية. يمكن أن يحدث عندما ينام الشخص أثناء العلاج المكثف و / أو تحت تأثير الكحول مع ضغط الجانب السفلي من الذراع بحافة بار، أو مقعد، أو ظهر كرسي، أو شيء مماثل. يمكن أن يؤدي النوم مع وضع الرأس على الذراع أيضًا إلى الإصابة بخلل العصب الكعبري.
يمكن أن يتسبب كسر عظم العضد والجروح العميقة أيضًا في حدوث هذه الحالة.
يتميز الشلل العظمي الخلفي عن شلل العصب الكعبري من خلال الحفاظ على امتداد الكوع. تختلف الأعراض حسب شدة وموقع الصدمة؛ ومع ذلك، تشمل الأعراض الشائعة انخفاض المعصم (عدم القدرة على تمديد الرسغ لأعلى عندما تكون اليد لأسفل)؛ خدر في الجزء الخلفي من اليد والمعصم، وتحديدًا فوق مساحة الشبكة الأولى التي يعصبها العصب الكعبري؛ وعدم القدرة على تقويم الأصابع طواعية أو تمديد الإبهام، والذي يجرى بواسطة عضلات المجموعة الباسطة، وكلها يعصبها بشكل أساسي العصب الكعبري. يعود فقدان تمديد المعصم إلى شلل الحيز الخلفي لعضلات الساعد. على الرغم من أن العصب الكعبري الباسطة يعصبها أيضًا، إلا أن تعصيبها عادة ما يتم تجنبه لأن الضغط يحدث أسفل، بعيدًا، إلى مستوى العصب الإبطي، الذي يعصب الرأس الطويل للعضلة ثلاثية الرؤوس، والفروع العليا للعصب الكعبري التي تعصب ما تبقى من العضلة ثلاثية الرؤوس.
يمكن أن يكون اعتلال الأعصاب الزحل سببًا أيضًا للاعتلال العصبي الكعبري (شلل نصفي).

## الآلية
يعد العصب الكعبري عرضة للتضرر، مثله مثل أي عصب آخر في الجهاز العصبي. يمكن أن ينشأ هذا الضرر عندما تتعرض الألياف العصبية للضغط أو التمدد أو القطع. يمكن لجميع الأنسجة أن تمنع إمكانات الفعل من الاستمرار في المحاور العصبية لأعلى أو لأسفل داخل العصب، ما قد يقطع نقل الإشارة من وإلى الدماغ. نتيجة لانقطاع الإشارة، قد يعاني المريض من فقدان الإحساس و / أو التحكم في الحركة.

## التشخيص
من أجل تشخيص ضعف العصب الكعبري، يجري الطبيب فحصًا بدنيًا. أثناء فحص الذراع والمعصم واليد، سيبحث الطبيب عما يلي: صعوبة استقامة الذراع عند الكوع. مشكلة في تحويل الذراع للخارج صعوبة في رفع الرسغ. فقدان العضلات أو ضمورها في الساعد. ضعف الرسغ و / أو الأصابع. بالإضافة إلى ذلك، قد يلزم إجراء اختبارات لتأكيد نتائج الأطباء. تشمل هذه الاختبارات: التصوير بالرنين المغناطيسي للرقبة والكتفين للكشف عن مشاكل أخرى؛ خزعة العصب اختبارات التوصيل العصبي الموجات فوق الصوتية للكوع.

## الإنذار
لا يعد الاعتلال العصبي الكعبري دائمًا بالضرورة. تتعافى غالبية اعتلالات الأعصاب الشعاعية الناتجة عن حدث انضغاطي حاد (شلل ليلة السبت) دون تدخل. إذا كانت الإصابة مزيلة للميالين (مما يعني تلف فقط غمد المايلين المحيط بالعصب)، فإن الشفاء التام يحدث عادة في غضون 2-4 أسابيع. إذا كانت الإصابة عبارة عن محور عصبي (مما يعني تلف الألياف العصبية الأساسية نفسها)، فقد يستغرق التعافي الكامل شهورًا أو سنوات، أو قد لا يحدث أبدًا. عادة ما تجرى دراسات تخطيط كهربية العضل ودراسات التوصيل العصبي لتشخيص مدى الضرر وتوزيعه، وللمساعدة في التشخيص من أجل التعافي.

## المجتمع والثقافة
هناك عدد من المصطلحات العامية المستخدمة لوصف إصابات العصب الكعبري، والتي تعتمد عادةً على عامل السببية:
- شلل ليلة السبت ناتج عن النوم مع تعليق ذراع الشخص على مسند ذراع الكرسي، ما يضغط على العصب الكعبري في الأخدود الحلزوني.[9]
- شلل شهر العسل من شخص آخر ينام على ذراعه ويضغط على ذراعه طوال الليل. يمكن أن يشير هذا أيضًا إلى شلل العصب الأمامي بين العظام الناتج عن الضغط على الساعد الأمر الذي يؤدي إلى عدم القدرة على ثني السبابة وتمديد الإبهام. في هذا التفسير، هو فرع من العصب المتوسط وليس العصب الكعبري المتأثر.[10]
- اعتلال الأعصاب في الصفد من الأصفاد الضيقة التي تضغط على الفرع السطحي من العصب الكعبري البعيد؛ ويشار إلى هذا أيضًا باسم التهاب المفاصل.
- شلل العكازات من عكازات إبطية سيئة التركيب.[11]